# 北海道紋別北高等学校
北海道紋別北高等学校（ほっかいどう もんべつきたこうとうがっこう、英: Hokkaido Monbetsukita High School）は、かつて北海道紋別市落石町一丁目にあった道立高等学校。現在校舎は取り壊され、跡地には広域紋別病院が移転している。

## 概要
1943年（昭和18年）に開校した北海道紋別中学校を前身とする。学科は全日制の普通科と商業科を設置している。2007年（平成19年）4月1日紋別北高等学校と紋別南高等学校が統合し旧紋別南高等学校の校舎を利用し新高校北海道紋別高等学校が開校するため、同年募集停止。2009年（平成21年）3月31日をもって閉校。北海道紋別中学校（町立）として開校以来66年の歴史に幕を閉じた。

## 沿革
- 1943年4月1日 - 北海道紋別中学校として開校する。
- 1947年4月1日 - 北海道庁立紋別中学校となる。
- 1948年
  - 4月1日 - 学制改革により、北海道立紋別高等学校となる。
  - 10月1日 - 定時制課程を設置する。
  - 11月20日 - 雄武分校を設置する。
  - 11月25日 - 興部分校と滝上分校を設置する。
- 1950年4月1日 - 北海道立紋別女子高等学校を併合し、北海道紋別高等学校となる。水産製造科を設置する。
- 1951年
  - 3月31日 - 興部分校と雄武分校が独立する（これによって、興部分校は北海道興部高等学校となり、雄武分校は北海道雄武高等学校となる）。
  - 4月1日 - 商業科を設置する。紋別町立鴻ノ舞分校を設置する
  - 12月23日 - 北鴎寮新築
- 1952年11月1日 - 滝上分校が北海道滝上高等学校として独立する。
- 1964年4月1日 - 工業科（機械科1学級・電気科2学級）を設置する。
- 1966年4月1日 - 北海道紋別南高等学校の設立により、工業科を分離する。北海道紋別北高等学校となる。
- 1969年4月1日 - 水産製造科の募集を停止する。
- 1972年12月11日 - 校舎改築第1期工事完成
- 1973年12月11日 - 校舎改築第2期工事完成
- 1975年
  - 3月20日 - 校舎改築完成（体育館・講堂を除く）
  - 11月15日 - 屋内体育館改築完成
- 1976年10月27日 - 格技場落成
- 1980年3月31日 - 北鴎寮閉鎖
- 1986年12月6日 - LL教室設置
- 1987年9月1日 - パソコン･ワープロ（借用物件）室設置
- 1988年
  - 9月30日 - 自転車置場設置
  - 10月18日 - 校舎前庭舗装完成
- 1993年
  - 4月1日 - 定時制の募集を停止する。
  - 10月10日 - 校訓を制定する。
- 1995年2月1日 - トレーニングセンター設置（1994年12月5日完成）
- 1996年3月31日 - 定時制を廃止する。
- 2003年3月31日 - 商業科1間口削減
- 2006年
  - 3月2日 - 網走管内教育実践表彰受賞
  - 3月23日 - 学校安全優良校表彰受賞
- 2007年
  - 4月1日 - 紋別北高等学校と紋別南高等学校が統合し南高等学校校舎を使用して、新設高校北海道紋別高等学校が開校するため生徒募集停止。
  - 11月8日 - 文部科学省 平成19年度学校保健及び学校安全表彰 学校安全表彰受賞
- 2008年11月1日 - 北海道紋別北高等学校閉校記念式典開催
- 2009年3月31日 - 北海道紋別北高等学校閉校。

### 北海道立紋別女子高等学校
- 1930年4月1日 - 紋別町立紋別裁縫女学校として開校する。
- 1939年4月1日 - 紋別町立紋別実科高等女学校となる。
- 1946年4月1日 - 北海道紋別高等女学校となる。
- 1948年4月1日 - 学制改革により、北海道紋別女子高等学校となる。
- 1949年4月1日 - 道立に移管され、北海道立紋別女子高等学校となる。
- 1950年4月1日 - 北海道立紋別高等学校に併合され、北海道紋別高等学校となる。

## 学科

### 全日制課程
- 普通科
- 商業科

## 校訓・教育目標

### 校訓
- 真理
- 敬愛
- 創造

### 学校教育目標
日本国憲法及び教育基本法の趣旨に則り、真理と正義を愛し、勤労と責任を重んじ、自主的精神の横溢した心身ともに健全な生徒の育成に努める。

## 部活動
- 生徒会総務
- 野球
- サッカー
- 弓道
- 男子バレーボール
- 女子バレーボール
- ハンドボール（女子全国大会出場）
- 卓球
- 剣道
- 茶道
- インターアクト
- 美術
- 吹奏楽
- 放送局
- 陸上
- 柔道
- ソフトテニス
- バスケットボール
- バドミントン
- 演劇
- 応援団

## 著名な出身者
- 長谷川初範（俳優）
- 古川舞（競艇選手）
- 宮川良一（元紋別市長）
- 柿崎正澄（漫画家）
- 北川大（落語家）
- 池田静香（モデル）
- 酒井良祥（ギタリスト）
- 樋口和貞（元力士、プロレスラー）
- 山崎彰則（紋別市長）